# Tryphosites longipes
Tryphosites longipes är en kräftdjursart som beskrevs av Charles Spence Bate 1862. Tryphosites longipes ingår i släktet Tryphosites och familjen Lysianassidae. Arten är reproducerande i Sverige. Inga underarter finns listade i Catalogue of Life.